# بياصة الشوام
بياصة الشوام هي رواية من تأليف الكاتب والروائيّ المصريّ أحمد الفخراني صدرت للمرة الأولى عام 2019 عن دار العين للطباعة والنشر والتوزيع.

## عن الرواية
رواية بياصة الشام هي رواية ذات طابع إنساني يمتزج بنوع من الفلسفة الصوفية فيما وراء الأسطورة المُفعمة الخيال فهي تنتمي إلى أدب الواقعية السحرية. تدور أحداث الرواية كما يُشير الاسم في منطقة بياصة الشوام الواقعة بحي العطارين في مدينة الإسكندرية. وبطل الرواية مثّال يُدعى سعيد تُصاب أمه بالجنون فتُضرم النار في نفسها وتموت مُنتحرة، وهو ما يُشعر سعيد بالذنب تجاه أمه التي نهرها قبل موتها ويضع على كاهله عبء نفسيّ يدفعه إلى الانحدار للقاع والانجراف في علاقة غرامية مع ثريا عاهرة الحي التي اِختفى زوجها في ظروف غامضة ويصنع لها سعيد تمثالًا.

## مقتطفات من الرواية
لقد ضللت وما اهتديت واهتديت وضللت، لكن شيئًا واحدًا أثق به: أنتم معشر المثقفين خونة كبار، تعيدون صياغة كل شيء كي تمرروا عذاباتكم وقلقكم الشخصي، لكن نحن أقنعة لزهوكم وضعفكم ونرجسيتكم المكبوتة، كيف لفقيرٍ جاهلٍ مثلي أن يقول أشياء كبيرة إلا على لسانٍ بليغ، واللسان البليغ ليس لساني، فأنا لم أعرف من الكلم إلا ابتذاله، ومن الحكمة إلا التحايل للبقاء حيًا، لكن أنت كراوٍ تتصرف كرب، تجري البيان على لساني وتزلزل به روحي فتنفيها، أنت أجهل من دابة، لذا يُغلق عليكم دائمًا ملكوت السماء وقلوب البسطاء. لن تعبر قلبي أبدًا إلا لو دخل الجمل من سم الخياط. كما أنك تأفل وأنا لا أحب الآفلين.
توغلت بعيدًا جدًا في الصحرا، هل ضل الفؤاد وما رأى؟ أي مسافةٍ أقطعها الآن؟! هل هي الخطوة الفاصلة بين العقل والجنون؟ هل أتبع إلهي الحق، أم جعلت إلهي هواي؟ أكلني الجوع، فأمسكت حجرًا على بطني، تمنيت لو ربطته على قلبي الذي يغريني بالعودة، لكن إلى أين؟ إلى جحيم البامبو؟ وقلت لو أنجاني منها فسأربط حجرًا على قلبي طيلة عمري فلا يسعني إلا الله، وعلى عقلي فلا أتفكر إلا فيه، وعلى سمعي فلا أسمع إلا صوته، وعلى بصري فلا أبصر إلا وجوده، فالله في كل مكان، والفتنة لم تهجرني، بل عبرت معي إلى الصحراء، لكني عدت فاستغفرته وواصلت المسير.

## عن الكاتب
مؤلف رواية بياصة الشوام هو أحمد الفخراني المولود بمدينة الإسكندرية عام 1981، والذي تخرج من كلية الصيدلة ثم انتقل ليقيم بمحافظة القاهرة لكي يعمل في مجال الصحافة ويكتب في عدد من الصحف والمجلات المصرية الإلكترونية والمطبوعة من بينها صحيفة أخبار الأدب، وصحيفة الشروق، وصحيفة البديل، وصحيفة المصري اليوم وصحيفة دوت مصر. كتب أحمد الفخراني أيضًا عددًا من الروايات مثل رواية «ماندورلا»، ورواية «سيرة سيد الباشا»، ورواية «عائلة جادو»، وله أيضًا مجموعة قصصية بعنوان «مملكة من عصير التّفاح»، كما كتب مجموعة نصوص شعريّة بالعامية جمعها في ديوان بعنوان «في كل قلب حكاية». وفي عام 2016 حصل أحمد الفخراني على جائزة ساويرس للمركز الثاني في فرع الجائزة المُخصّص لشباب الأدباء عن روايته «ماندورلا».

## الجوائز والتكريمات
نال الكاتب أحمد الفخراني عن روايته بياصة الشوام في عام 2021 جائزة مؤسسة ساويرس للثقافة للمركز الأول في الرواية في فرع الجائزة المُخصّص لشباب الأدباء.

## روابط خارجية
- صفحة الكتاب على جود ريدز